# Parafia św. Mateusza Apostoła i Ewangelisty w Poznaniu
Parafia pw. Świętego Mateusza Apostoła i Ewangelisty w Poznaniu – parafia rzymskokatolicka znajdująca się w archidiecezji poznańskiej w dekanacie Poznań-Rataje. Erygowana została w 1992. Siedziba parafii mieści się na Osiedlu Orła Białego.

## Historia
Powstanie parafii związane było bezpośrednio z budową Osiedla Orła Białego (wówczas osiedle ZMP). Początkowo wierni zamieszkujący nowe osiedle przynależeli do parafii Najświętszej Bogurodzicy Maryi na osiedlu Stare Żegrze. Rozwój osiedla spowodował konieczność podjęcia starań o utworzenie oddzielnej jednostki duszpasterskiej oraz budowy nowego kościoła. W drugiej połowie lat 80. XX wieku rozpoczęły się rozmowy pomiędzy Kurią Metropolitalną w Poznaniu a władzami miejskimi. Równolegle mieszkańcy osiedla zebrali ok. 1200 podpisów pod wnioskiem o wydanie zgody na budowę kościoła. 1 czerwca 1988 roku ks. abp Jerzy Stroba zlecił ks. Piotrowi Bydałkowi organizację nowej parafii. W 1989 roku na placu przeznaczonym pod budowę świątyni odprawiona została Msza święta. Krótko po tym zainstalowano prowizoryczną wiatę do sprawowania liturgii oraz rozpoczęto prace budowlane. W pierwszym etapie podjęto działania w kierunku postawienia murowanej kaplicy oraz domu parafialnego. 1 maja 1992 roku dekretem Metropolity Poznańskiego została powołana parafia, której patronem został św. Mateusz Apostoł i Ewangelista. Pierwszym proboszczem został ks. Bydałek
W kolejnych latach postępowały prace przy budowie kościoła oraz organizacji struktur duszpasterskich.

## Współczesność
Obecnie (2015) parafia przynależy do dekanatu Poznań-Rataje. Terytorialnie obejmuje mieszkańców osiedla Orła Białego oraz ulic: Bobrzańska, Ślężańska, Obodrzycka, Pyrzyczańska oraz Dziadoszańska. Zarządcą parafii od początku jej powstania jest ks. Piotr Bydałek. W parafii działają m.in. Akcja Katolicka, Parafialny Zespół Caritas, nadzwyczajni szafarze komunii świętej czy chór parafialny.